# Langues paléo-balkaniques

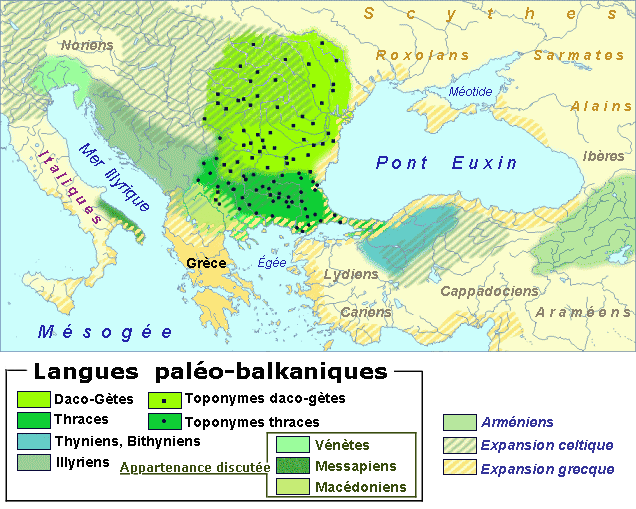
Les langues paléo-balkaniques.

Les langues paléo-balkaniques sont le regroupement avant tout géographique des langues indo-européennes parlées durant l’Antiquité dans les Balkans et les régions limitrophes, et dont est issu l’albanais moderne, seule langue vivante du regroupement[réf. nécessaire]. Initialement, le terme thraco-illyriennes désignait une branche hypothétique des langues indo-européennes, mais le progrès des recherches a mené les linguistes à revoir leurs classements, et un certain nombre de langues considérées comme « thraco-illyriennes » auparavant ont été reclassées dans d’autres branches des langues indo-européennes : c'est pourquoi aujourd'hui on parle au sens plus large de langues paléo-balkaniques.

## Classification interne

### Hypothèse de classification
À l’exception du messapien, les langues de l’ensemble thraco-illyrien sont peu documentées. Depuis les travaux de Hans Krahe, il est probable qu’aucune certitude ne pourra, en l’état actuel des sources, se dégager à ce sujet, sauf en ce qui concerne l’appartenance du groupe messapien-illyrien ou macro-illyrien et du groupe albanais au groupe centum des langues indo-européennes. 
La dénomination de « langues thraces et illyriennes » regroupe également (toutes disciplines confondues, qu’elles soient généalogiques, typologiques, ou purement de géographie paléo-balkanique) les langues suivantes :
- Groupe daco-thrace appartenant à la branche satem des langues indo-européennes :
  - géto-dace dont…
    - dace,
    - gète,
    - moésien ;

  - thrace dont…
    - thrace d'Europe: besse, odrysse, édone, satre, bisalte, odomante ;
    - thrace d’Asie : thynien, bithynien.

- Groupe messapien-illyrien ou macro-illyrien appartenant à la branche centum des langues indo-européennes :
  - messapien,
  - illyrien.

- Groupe albanais des langues indo-européennes comportant des traits à la fois centum et satem :
  - guègue,
  - tosque.

Le messapien n’est pas paléo-balkanique à proprement parler : c’est une langue du Sud-Est de la péninsule italienne et le rapprochement avec l'illyrien se base sur quelques anthroponymes que l’on retrouve sur les stèles funéraires, qui pourraient aussi bien témoigner d’une parenté indo-européenne plus générale, ou encore de mouvements migratoires depuis l’Illyrie (comme il s’en est produit plus tardivement depuis l’Albanie).

### Déclassements et reclassements
Ont été retirées du regroupement thraco-illyrien et reclassées ailleurs par la linguistique les langues suivantes :
- l'arménien (langue d’abord reclassée comme isolat linguistique puis comme branche autonome des langues indo-européennes avec aussi l’arménien occidental qui ne s’est développé que plus tardivement comme langue distincte) ;
- le vénète (langue rattachée à la branche italique des langues indo-européennes, éteinte par romanisation → langues italo-romanes) ;
- le phrygien et l’ancien macédonien (langues rattachées à la branche hellénique des langues indo-européennes, éteintes par hellénisation → koinè) ;
- le scythe, le darde et les autres langues dardiques (langues éteintes rattachées à la branche iranienne des langues indo-européennes) ;
- le mysien (en) (Mysie) (on manque d’informations linguistiques sur cette langue, peut-être rattachable aux langues anatoliennes, éteinte par hellénisation → koinè ; ) ;
- le pannonien (on manque d’informations linguistiques sur cette langue éteinte par romanisation → Roman de Pannonie).

## Position de l’albanais dans l’ensemble thraco-illyrien
Le rapprochement entre l’albanais et l’illyrien a été fait dès 1709 par Gottfried Wilhelm Leibniz, qui appelle l’albanais « la langue des anciens Illyriens ». Plus tard, le linguiste Gustav Meyer (1850-1900) déclara qu’« appeler les Albanais "nouveaux Illyres" est aussi juste que d’appeler les Grecs actuels "Grecs modernes" ». La langue albanaise constituait pour lui l’étape la plus récente de l’un des dialectes illyriens. À la suite de l’échec de Hans Krahe de pouvoir circonscrire dans les Balkans un substrat illyrien distinct d’un substrat indo-européen ancien commun, et de donner un sens aux traces de l’illyrien dans une perspective paléolinguistique ou phylogénétique de l’indo-européen, les hypothèses relatives à un ensemble cohérent de langues thraco-illyriennes et à l’origine illyrienne de l’albanais ont été graduellement abandonnées par les linguistes et notamment les indo-européanistes modernes. Le fait que l’albanais ne peut descendre phylogénétiquement en ligne directe de l’illyrien (disparu par romanisation → Dalmate) est admis aujourd’hui par l’ensemble des linguistes spécialistes de la question.
Ce consensus linguistique international est cependant toujours contesté par des historiens albanais et kosovars protochronistes pour lesquels l’origine illyrienne (donc autochtone) de l’albanais est une question d’identité nationale. Plusieurs facteurs expliquent la position « illyrienne » des historiens albanais dont les principaux arguments sont la présence de traits centum en illyrien et en albanais, et la ressemblance entre anthroponymes albanais actuels et vocabulaire illyrien : par exemple à l'albanais dash « bélier », correspondrait l'illyrien Dassius ou Dassus, de même que l'albanais bardhi « blanc » correspondrait à Bardus, Bardullis, Bardyllis.  Quelques ethnonymes de tribus illyriennes sont également supposés avoir leur correspondant albanais : c'est ainsi que le nom des Dalmates correspondrait à l'albanais delmë « brebis » et le nom des Dardaniens correspondrait à l'albanais dardhë « poire, poirier ».
La conjoncture politique qui a prévalu dans les Balkans avant et après l’effondrement des empires austro-hongrois et ottoman, est celle d’une géopolitique complexe dont l’enjeu était l’étendue territoriale de chaque état et dont l’argument historique était l’antériorité de chaque peuple sur cette étendue revendiquée : chaque nation moderne s’efforçait donc de minimiser ses migrations et de démontrer une autochtonie antérieure à celle des voisins qui, de leur côté, contestaient ces démonstrations en employant la méthode hypercritique, comme le linguiste serbe Pavle Ivić face à l’historiographie albanaise. Kersaudy, historien et traducteur, voit dans l’albanais moderne une langue qui « s’est formée sur un fond thraco-illyrien vers le VIe siècle, et [qui] a subi un début de latinisation encore sensible dans la langue moderne ». Le collectif Schwandner-Sievers (2002) considère l’origine illyrienne de l’albanais comme un mythe identitaire.
En raison de ces enjeux, les perspectives théoriques sont divergentes : 
1. Les faits linguistiques de l’albanais s’expliqueraient mieux dans un ensemble phylogénétique daco-thrace[5].
2. Les correspondances observables parmi les langues de l’ensemble paléo-balkanique s’expliquent plus facilement comme phénomènes d’emprunts et de convergence dans un contexte de contacts linguistiques, à l’image de ce qui se passe dans les Balkans de la modernité, où toutes les langues de la région convergent dans leurs structures vers un modèle typologique prédominant, l’« aire linguistique balkanique ». Dans cette perspective, les langues de l’ensemble paléo-balkanique appartiennent à des branches distinctes les unes des autres dont la divergence est très antérieure au développement des caractéristiques communes, celles-ci résultant d’un phénomène ultérieur de convergence linguistique plutôt que d’un héritage ou d’un substrat ancien commun[6].
3. Dans la perspective où le rapprochement illyrien-messapien est hypothétique en raison de la rareté des données sur l’illyrien et où les faits du messapien sont mieux connus que ceux de l’illyrien, les faits linguistiques du messapien ne s’expliquent d’aucune façon comme proches de l’albanais[7].
4. Le messapien appartenant indubitablement au groupe centum des langues indo-européennes, sa parenté avec l’albanais, langue satem, doit être exclue[8].

En principe, les perspectives 3 et 4 font l’unanimité dans la mesure où elles sont compatibles avec les perspectives 1 et 2 : les typologistes universalistes de la perspective 2 et les généalogistes daco-traces de la perspective 1 sont confortés par l’impossiblité de démontrer de l’hypothèse « macro-illyrienne » regroupant messapien, illyrien et albanais. Les uns y voient une confirmation que toute hypothèse de classification phylogénétique des langues paléo-balkaniques est illusoire, les autres y voient la confirmation que le rattachement de l’albanais au groupe daco-thrace des langues paléo-balkaniques est plausible. Ce genre de consensus laisse en suspens une foule de détails : notamment, en raison de la pauvreté des données sur la langue, il n’y a pas même de consensus pour savoir si l’illyrien était bien une langue centum (historiographie albanaise) ou bien satem (autres ouvrages).
En conclusion, un courant majoritaire laisse indéterminée la position de l’albanais dans l’ensemble paléo-balkanique, et un courant minoritaire rattache l’albanais au groupe daco-thrace des langues thraco-illyriennes, avec deux hypothèses :
- une origine thrace à l’est de l’antique Illyrie mais voisine de celle-ci, dans les actuels Kosovo et Serbie (impliquant donc une autochtonie balkanique) ;
- une origine dace au nord du Danube (rejetée par l’historiographie albanaise car elle implique une non-autochtonie) : selon ce point de vue, la toponymie et une partie du lexique albanais montreraient que les territoires actuels de l’Albanie et du Kosovo ont été romanisés dans l’intérieur et hellénisés sur la côte avant que les ancêtres des Albanais modernes n’arrivent de Dacie : ce seraient des Daces non-romanisés, les Carpes dont on sait qu’ils ont migré au IVe siècle vers les Balkans pour fuir les invasions des Goths, des Huns et des Gépides, ce qui expliquerait le lexique commun à l’albanais et au roumain[9],[10],[11].

Même contradictoires et polémiques, toutes ces hypothèses situent unanimement l’ethnogenèse albanaise avant l’arrivée des Slaves méridionaux au VIe siècle.